# Nowosiłky (hromada Bojarka)
Nowosiłky (ukr. Новосілки) – wieś na Ukrainie, w obwodzie kijowskim, w rejonie fastowskim, w hromadzie Bojarka. W 2001 liczyła 941 mieszkańców.